# Червоный Хлебороб
Червоный Хлебороб (укр.  Червоний Хлібороб) — село, Бригадировский сельский совет, Изюмский район, Харьковская область.
Село ликвидировано после 1979 года.

## Географическое положение
Село находилось в 2,5 км севернее села Бригадировка и в 3-х км восточнее села Липчановка.